# Zoopagomyceta
Sous-règne
Les Zoopagomyceta sont un sous-règne de champignons décrit en 2018.

## Divisions
D'après les auteurs du taxon, les Zoopagomyceta rassemblent trois divisions :
- Entomophthoromycota
- Kickxellomycota
- Zoopagomycota